# 张超 (清朝)
张超，浙江桐乡人，清朝政治人物。进士出身。
順治十二年（1655年）乙未科进士。十四年（1657年）接替郑明良任江南华亭县知县一职，三年后由杨必祯接任。
有弟张圆真。